# Bobbi Starr

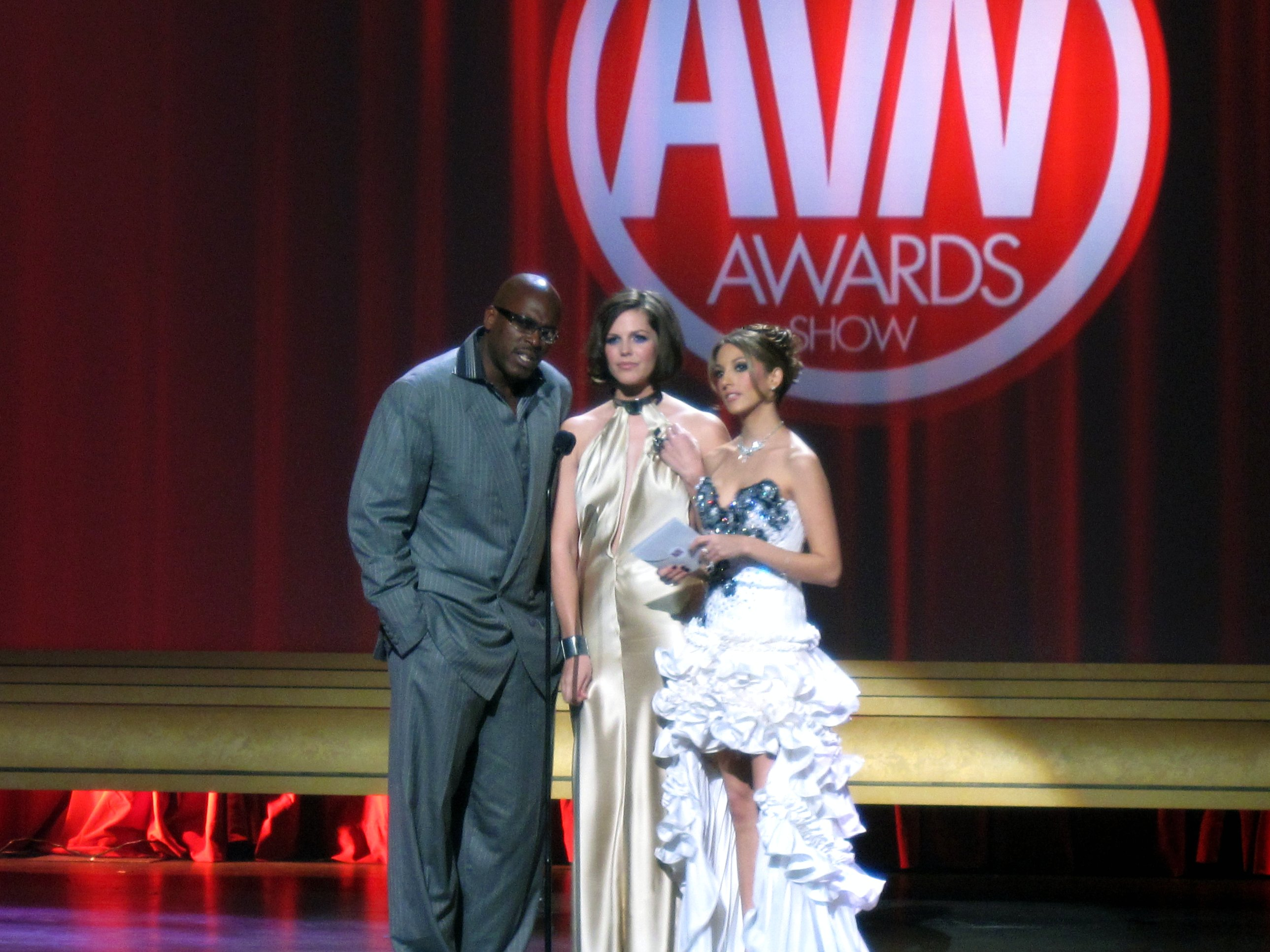
Bobbi Starr (midden) tijdens de AVN Awards van 2010.

Bobbi Starr (Santa Clara, 6 april 1983) is het pseudoniem van een Amerikaanse voormalig pornoactrice.

## Biografie
Bobbi Starr werd in de Verenigde Staten geboren. Haar familie is van Arbëreshë-Hongaarse afkomst. Ze studeerde aan de San Jose State University. Op haar 23e startte zij met haar werk als porno-actrice.

## Films (selectie)
- Bobbi Violates Europe (AVN Award 2010 als Best Foreign All-Sex Release)
- Bobbi Starr & Dana DeArmond's Insatiable Voyage
- Bobbi Starr: Nymphomaniac
- Filthy Beauty: The Best of Bobbi Starr
- Performers of the Year 2009
- Performers of the Year 2010
- Belladonna's Ass Wide Open
- Women Seeking Women 34, 42, 58, 59, 62 & 65
- Suck It Dry 4
- Evil Anal 5 & 10
- BatfXXX: Dark Night Parody
- Belladonna: No Warning 5
- Slutty and Sluttier 3 & 9
- The Sex Files – A Dark XXX Parody 2
- Big Wet Asses 13
- Evil Pink 3 & 4
- Strap Attack 11
- Dokumentairefilm, bijrol: 9to5 – Days in Porn
- The Big Lebowski: A XXX Parody

Als regisseur:
- Bobbi's World
- Shut Up and Fuck
- Bobbi Loves Boys
- Occupy My Ass
- One
- Vicarious: So Close You Can Taste It

## Onderscheidingen

### Als actrice
- 2008 CAVR Award - Starlet of Year
- 2009 CAVR Award - Star of Year
- 2009 CAVR Award - Siren of Year
- 2009 XRCO Award - Superslut
- 2010 AVN Award - Best Double Penetration Sex Scene in "Bobbi Starr & Dana DeArmond’s Insatiable Voyage"
- 2010 AVN Award - Most Outrageous Sex Scene - Soloscene in "Belladonna: No Warning 4"
- 2010 Fleshbot's Crush of the Year
- 2010 XRCO Award - Superslut
- 2010 XRCO Award - Orgasmic Oralist
- 2011 XRCO Award - Orgasmic Analist[1]
- 2012 AVN Award - Female Performer of the Year
- 2012 AVN Award - Best POV Sex Scene in "Double Vision 3"
- 2012 XRCO Award - Orgasmic Analist

### Als regisseur
- 2012 AVN Award - Best All-Sex Release Mixed Format in "Bobbi’s World"
- 2013 AVN Award - Best Gonzo Release in "Bobbi Violates San Francisco"